# Mirin Dajo
Mirin Dajo (Roterdã, 6 de agosto de 1912 – Winterthur, 28 de maio de 1948) foi um faquir holandeses.
Em suas viagens pela Índia aprendeu as técnicas do Faquirismo e impressionou o mundo com suas técnicas de analgesia e de domínio da mente sobre o corpo. Grande especialista na área do ilusionismo, referente ao faquirismo, concretamente na analgesia e Atoxina.
No dia 31 de Maio de 1947, Mirin Dajo no Hospital de Zurique, perante os médicos, com verificações Radiográficas, deixou-se atravessar com um florete, de lado a lado, todo o corpo, inclusive o coração! Para ele era exibição corriqueira, e constam fotografias, atravessar-se com estiletes o braço, as maçãs do rosto, a parte da frente do pescoço, a língua, etc. E corria com um florete atravessando-lhe o fígado, ou os rins, ou o estômago. Trata-se de pura técnica, embora muito apurada.
Mirin Dajo, em 11 de maio de 1948, ouviu uma voz que lhe indicava engolir um espinho enorme de metal. Dia 13 de maio foi internado para realizar a extração do espinho de seu corpo. Após uma cirurgia, ficou cerca de 10 dias num estado hipnótico, e morreu no hospital. Autópsias realizadas posteriormente em seu corpo demonstraram que ele morreu, aos 36 anos, por ruptura da artéria aorta.